# Косачёв, Виктор Вячеславович
Ви́ктор Вячесла́вович Косачёв (род. 3 ноября 1991) — российский футболист, защитник.
В 2010—2015 годах играл в клубах ЛФЛ Москвы «Петровка, 38», «Строгино», «Квазар», из которого с группой игроков летом 2015 перешёл в армянскую «Мику». За клуб сыграл шесть игр в чемпионате Армении, принимал участие в матче за Суперкубок Армении.